# أوسامو سوزوكي
أوسامو سوزوكي (باليابانية: 鈴木おさむ؛ بالكانا: すずき おさむ) هو تارينتو وكاتب سيناريو وشاعر ياباني، ولد في 25 أبريل 1972 في تشيبا في اليابان.

## وصلات خارجية
- الموقع الرسمي
- أوسامو سوزوكي على موقع IMDb (الإنجليزية)
- أوسامو سوزوكي على موقع ميوزك برينز (الإنجليزية)
- أوسامو سوزوكي على موقع ميوزك برينز (الإنجليزية)
- أوسامو سوزوكي على موقع قاعدة بيانات الفيلم (الإنجليزية)